# Cicinnus incerta
Cicinnus incerta is een vlinder uit de familie van de Mimallonidae. De wetenschappelijke naam van de soort is voor het eerst geldig gepubliceerd in 1877 door Möschler.